# دار مريم
دار مريم، قصر كويتي، وهو مقر أمير دولة الكويت الشيخ مشعل الأحمد الجابر الصباح. يقع القصر في منطقة الصّدِّيق في محافظة حولي في الكويت. سُمِّيت الدار نسبة إلى والدة الشيخ، الشيخة «مريم مريط الحويلة» حرم أمير الكويت العاشر أحمد الجابر الصباح.